# Rothesay Pavilion

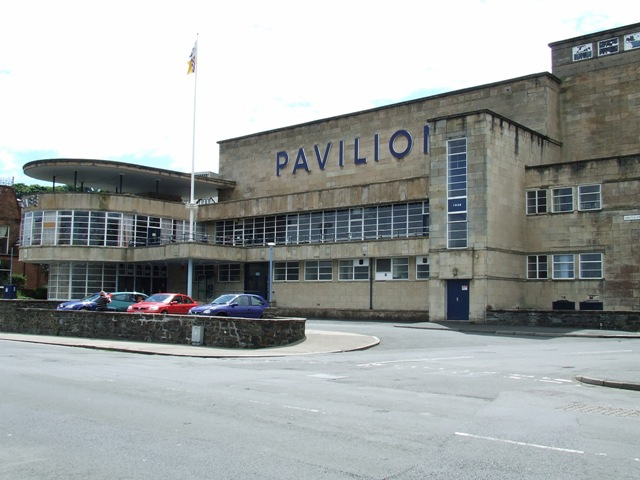
Rothesay Pavilion

Der Rothesay Pavilion ist ein Veranstaltungsgebäude in der Stadt Rothesay, der Hauptstadt der schottischen Insel Bute. Das Gebäude befindet sich in Küstennähe im Norden der Stadt an der A844. 1988 wurde der Rothesay Pavilion in die schottischen Denkmallisten in der höchsten Kategorie A aufgenommen.

## Geschichte
Infolge der gestiegenen Mobilität sahen sich die schottischen Gemeinden in der ersten Hälfte des 20. Jahrhunderts einem zunehmenden Touristenstrom ausgesetzt. Um an Attraktivität im Konkurrenzkampf um die Touristen zuzulegen, wurden vielerorts Veranstaltungsgebäude errichtet. Wie auch beispielsweise in Dunoon, Prestwick und Gourock entschied man sich in Rothesay für den Bau eines Freizeitzentrums an der Küste. Aus diesem Grunde wurde im Jahre 1936 ein Wettbewerb um den Neubau eines solchen Gebäudes ausgerichtet, welchen der Architekt James Carrick für sich entscheiden konnte. Der Rothesay Pavilion wurde nach seinen Entwürfen gebaut und 1938 fertiggestellt. Dort finden Theater-, Tanz- und Musikveranstaltungen sowie Konferenzen und Ausstellung statt. In der Haupthalle können 1000 Personen Platz finden. Das Gebäude ist wochentäglich geöffnet. Im April 2012 bewilligte die schottische Kulturministerin Fiona Hyslop mehr als 4 Millionen £ zur Sanierung von 16 denkmalgeschützten Gebäuden, von denen 500.000 £ für den Rothesay Pavilion bestimmt sind.